# Uwe Heppner

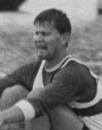
Uwe Heppner (1985)

Uwe Heppner (* 18. Juli 1960 in Merseburg) ist ein ehemaliger Ruderer aus der Deutschen Demokratischen Republik. 1980 gelang ihm der Olympiasieg im Doppelvierer.
Uwe Heppner trainierte unter Lothar Trawiel beim SC Chemie Halle. 1977 gewann Heppner mit dem Doppelvierer bei den Junioren-Weltmeisterschaften, im Jahr darauf konnte er diesen Titel verteidigen. Zusammen mit Martin Winter vom SC Magdeburg siegte Heppner 1979 im Doppelzweier bei der DDR-Meisterschaft. 1980 saßen Winter und Heppner im Doppelvierer und wurden Olympiasieger bei den Olympischen Spielen in Moskau zusammen mit Frank Dundr und Carsten Bunk. In der Saison 1981 kamen die Berliner Peter Kersten und Karl-Heinz Bußert zu Winter und Heppner ins Boot und diese neue Besatzung gewann den Weltmeistertitel in München. 1982 wurde Kersten durch Uwe Mund ersetzt, der Weltmeistertitel konnte erfolgreich verteidigt werden.

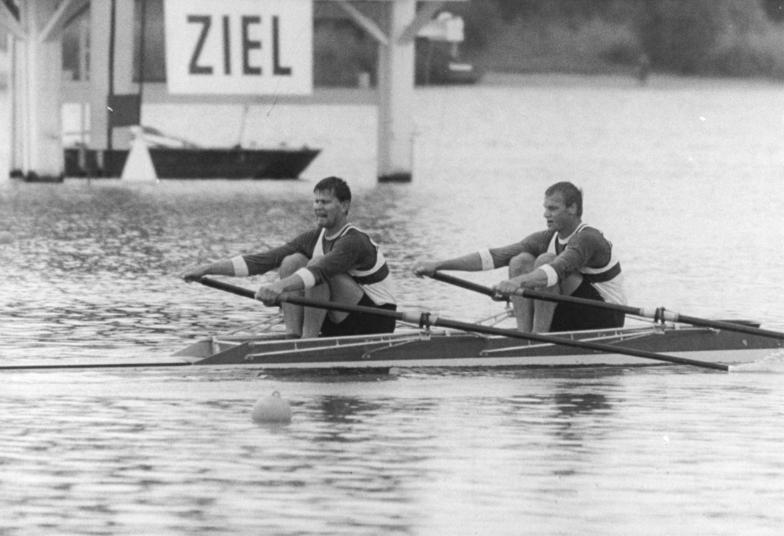
Uwe Heppner (links) und Thomas Lange werden DDR-Meister 1985

1983 wechselte Heppner in den Doppelzweier und gewann zusammen mit Thomas Lange die DDR-Meisterschaft und den Weltmeistertitel, 1984 fehlten die beiden wegen des Olympiaboykotts beim Saisonhöhepunkt. 1985 verteidigten sie ihren Weltmeistertitel von 1983. 1986 gewann Heppner zusammen mit Andreas Hajek Weltmeisterschaftsbronze, 1987 verteidigte er seinen dritten Platz mit Uwe Sägling. Erst bei den Olympischen Spielen in Seoul riss Heppners lange Serie von Medaillenplätzen: mit Uwe Mund belegte er den fünften Platz.
Uwe Heppner studierte Pädagogik und ist Lehrer in Berlin, wo er an der Poelchau-Oberschule auch eine Rudergemeinschaft trainiert. In der DDR wurde er 1980 mit dem Vaterländischen Verdienstorden in Silber und 1984 in Gold ausgezeichnet.